# Morska Wola

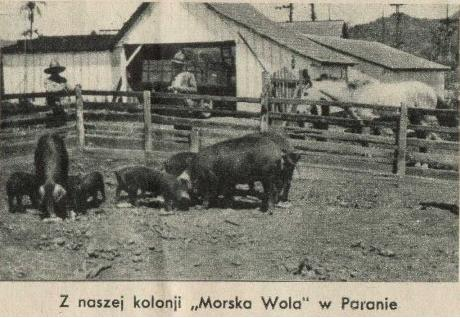
Morska Wola

Morska Wola (deutsch Seewille, portugiesisch Colônia Morska Wola) war eine polnische Siedlung im brasilianischen Bundesstaat Paraná. 

## Geschichte
In den 1930er Jahren wohnten ca. 150.000 Polen in Paraná, die aus der ersten und zweiten polnischen Immigrationswelle stammten. In der Zwischenkriegszeit hatte sich in Polen die See- und Kolonialgesellschaft (Liga Morska i Kolonialna) gebildet, die eigene Kolonien für Polen propagierte. 1933 schickte sie ihren Vertreter, Brigadegeneral Stefan Strzemieński, nach Brasilien, um Land zu erwerben. Er kam mit einer Option zum Ankauf von 2 Millionen Hektar im für Indios reservierten Gebiet, Siedlungsplänen und der damit verbundenen Aufgabe des Baus einer Eisenbahnstrecke zwischen den Städten Riozinho und Guarapuava, die eventuelle polnische Siedlungen verbinden sollte, zurück. Diese Vorschläge waren von der paranaischen Staatsregierung akzeptiert worden.
Gekauft wurden lediglich in einem ersten Schritt 7000 Hektar für die erste Siedlung, die symbolisch Morska Wola heißen sollte, dann um 2000 Hektar erweitert, sowie zusätzlich rund 21.000 Hektar für eine weitere geplante Siedlung in Würdigung des Generals Gustaw Orlicz-Dreszer als Orlicz-Dreszer vorgesehen, die jedoch nie zustande kam. Auch der Bau der Eisenbahnlinie wurde nicht umgesetzt. Das ländliche Gebiet wurde in 286 Parzellen zu je 25 Hektar geteilt und für den Siedlungskern 62 Parzellen zu je 100 × 60 Metern vorgesehen, eine funktionsfähige Infrastruktur scheint jedoch in den Anfängen stehen geblieben zu sein. Der Preis für die Kolonisten betrug einschließlich der Überfahrt 3000 Złoty. Im August 1935 gelangten die ersten Immigranten an, denen die Liga die Parzellen zuwies. Ende 1936 waren es 75 polnische Familien, insgesamt etwa 350 Personen. 1937 wurde ein Zuwachs auf 113 Familien genannt, womit erst 50 % der vorgesehenen Ansiedlungen erreicht waren.
Aufgrund der siedlungsfeindlichen Einstellung der brasilianischen Regierung unter Getúlio Vargas und des nachlassenden Interesses seitens der polnischen Bevölkerung wurde das Vorhaben, eine polnische Kolonie in Brasilien zu gründen, 1938 aufgegeben. Über den Verbleib ist nichts Genaues bekannt, der gescheiterte Kolonisationsversuch ist heute nur noch eine Fußnote in den Geschichtsbüchern. Die spärlichen Angaben lassen sie im Gebiet der heutigen Mesoregion Centro-Sul Paranaense gelegen haben.
Sie blieb in Erinnerung durch die Schiffstaufe im Februar 1939 der MS Morska Wola, die nach der Siedlung benannt wurde.